# Sapieha
La casa principesca de Sapieha ([saˈpʲjɛxa]; Lituano: Sapiega; Bielorruso: Сапега, Sapeha) fue una de las casas principales de la República de las Dos Naciones, desempeñando cargos de importancia en la mancomunidad hasta su posterior disolución. Muchos de sus miembros fueron filósofos, políticos, terratenientes, diplomáticos, clérigos y militares, con una considerable influencia en la historia de Polonia.

## Orígenes

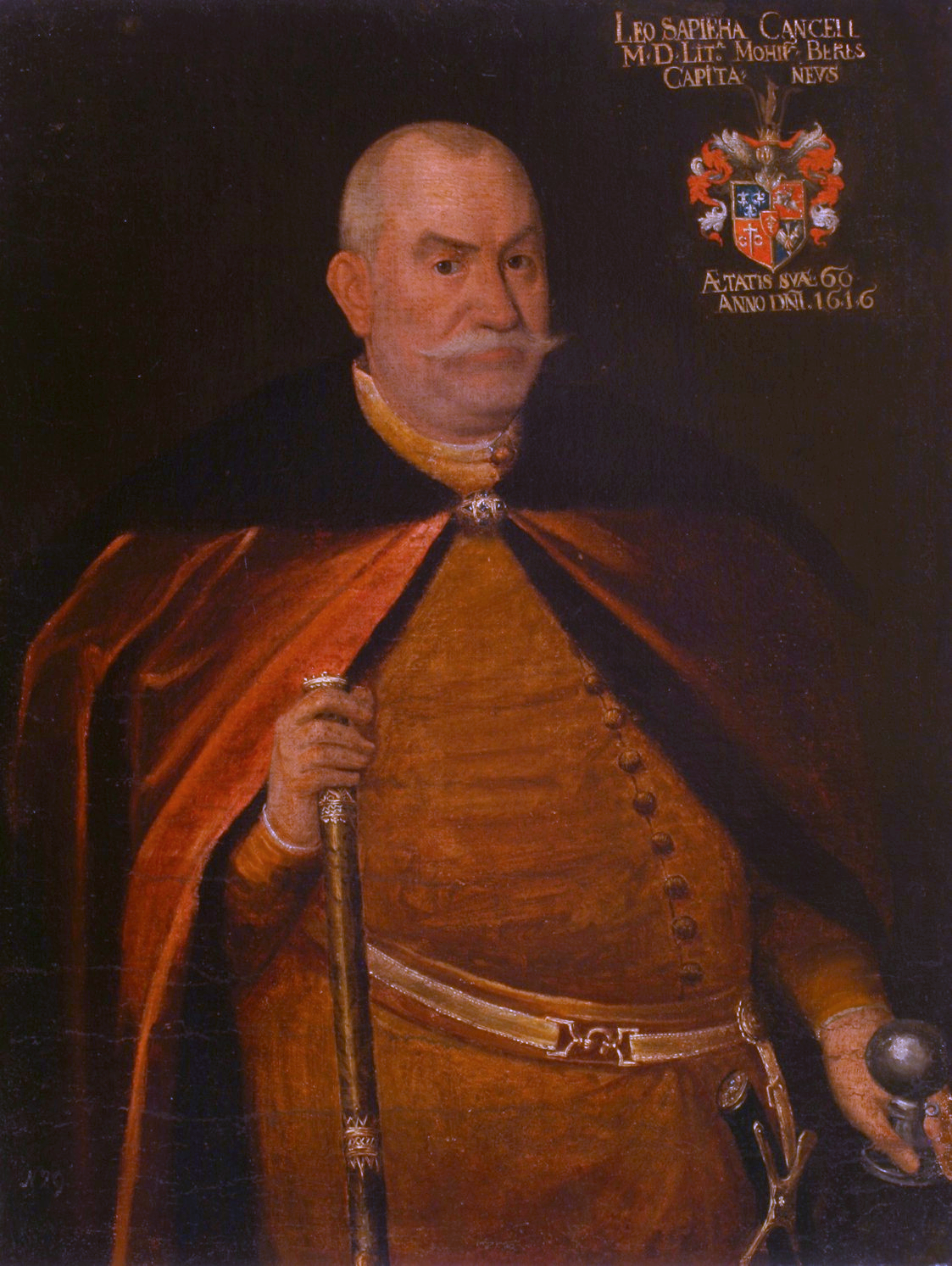
El gran Hetman y gran canciller de Lituania Lew Sapieha

De acuerdo a los primeros registros, las primeras menciones al apellido Sapieha se remontan al siglo XV, más específicamente en la región de Rutenia. Con el tiempo, se asimilaron a la aristocracia polaco-lituana, tomando para sí la enseña heráldica polaca Lis a su escudo de armas.
Sin embargo, es en el siglo XVI cuando obtienen mayor apogeo, todo gracias al magnate Lew Sapieha, el cual condensaria la mayoría de cargos políticos en Lituania para beneficio de su familia, manteniendolos en el patrimonio familiar después de su muerte sin descendencia cuando los traspasa a su hermano menor.
Prontamente, los Sapieha se convertirían en la principal casa nobiliaria en la mancomunidad, equiparandose a otras casas nobiliarias polacas como los Radziwiłł o los Poniatowski.
Sin embargo, el poder de la familia se vendría abajo con las constantes rebeliones campesinas existentes, entrando en un largo proceso de decadencia que tendría su mayor agudeza en el siglo XIX y XX. Luego se dividiría en dos ramas: la rama Sapieha Roszanski y la rama Sapieha Kodenski.

## Obtención del título de príncipe
Debido a que en la nobleza polaca los títulos no eran algo común, la casa de Sapieha obtuvo su título de principado a partir del reconocimiento emitido por el emperador Leopoldo II en 1700 a Michał Franciszek Sapieha, el cual obtiene el título de príncipe, aunque por corto tiempo. Sin embargo, la casa Sapieha consigue que su título principesco sea reconocido por el sejm en 1768, y subsecuentemente reconocidos por otras monarquías después de la disolución de Polonia como estado. En 1905 obtienen del emperador austro-húngaro el tratamiento de "Alteza Serena", el cual aparejan a su título principesco. Desde ese entonces, el estilo del tratamiento para todo miembro de la casa de Sapieha es "S.A.S Príncipe Sapieha", en razón de la práctica polaca de atar el título de nobleza al apellido y no a un territorio en particular.

## Propiedades

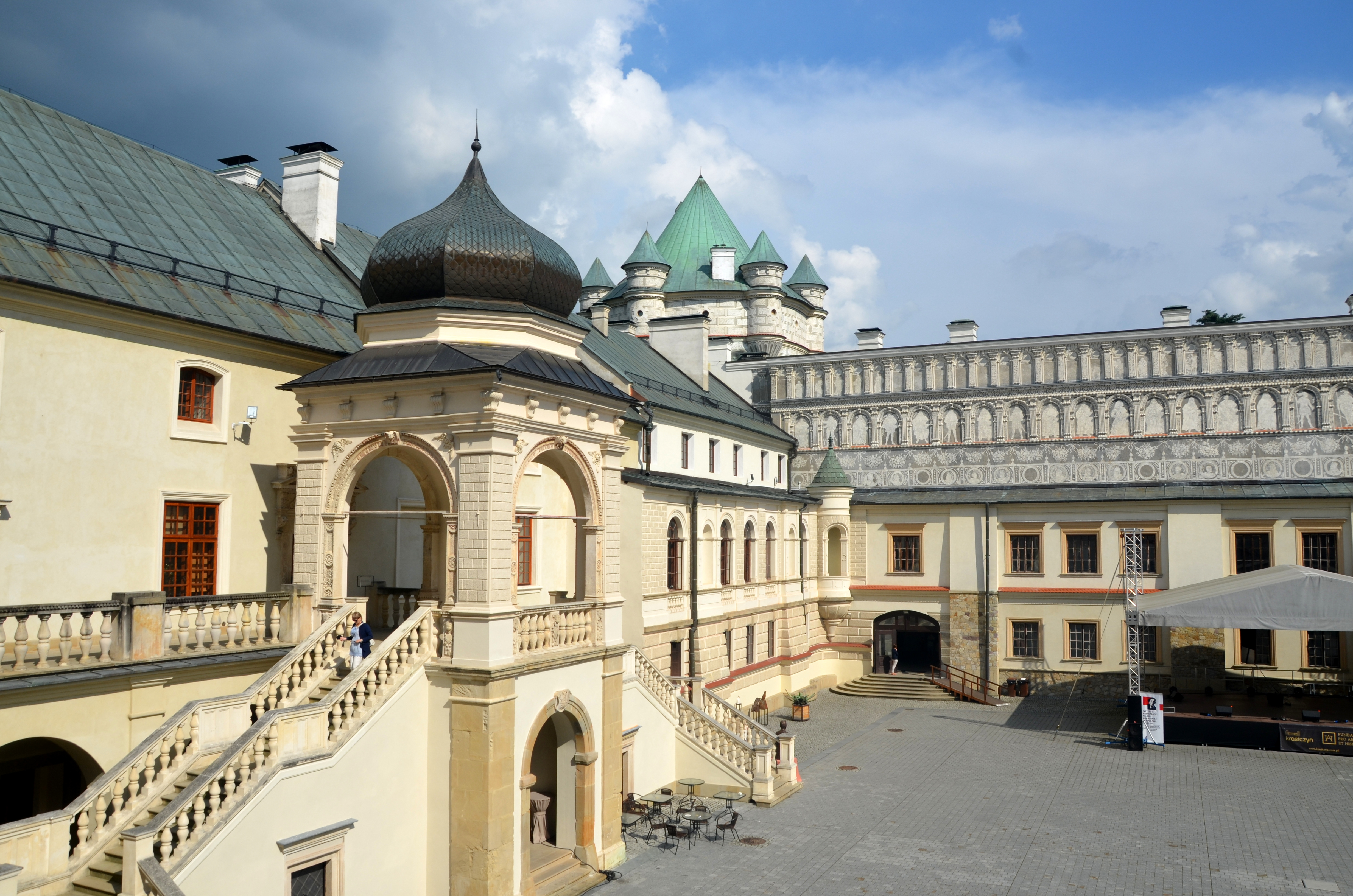
Castillo de Krasiczyn, solar familiar de los Sapieha.

Al ser una familia de gran importancia, tuvieron bajo su control diferentes propiedades, feudos, palacios y castillos. Muchos de ellos se encuentran en estado ruinoso debido a su precaria conservación, mientras que otros se han dedicado a servir como instituciones técnicas, museos u hoteles. 

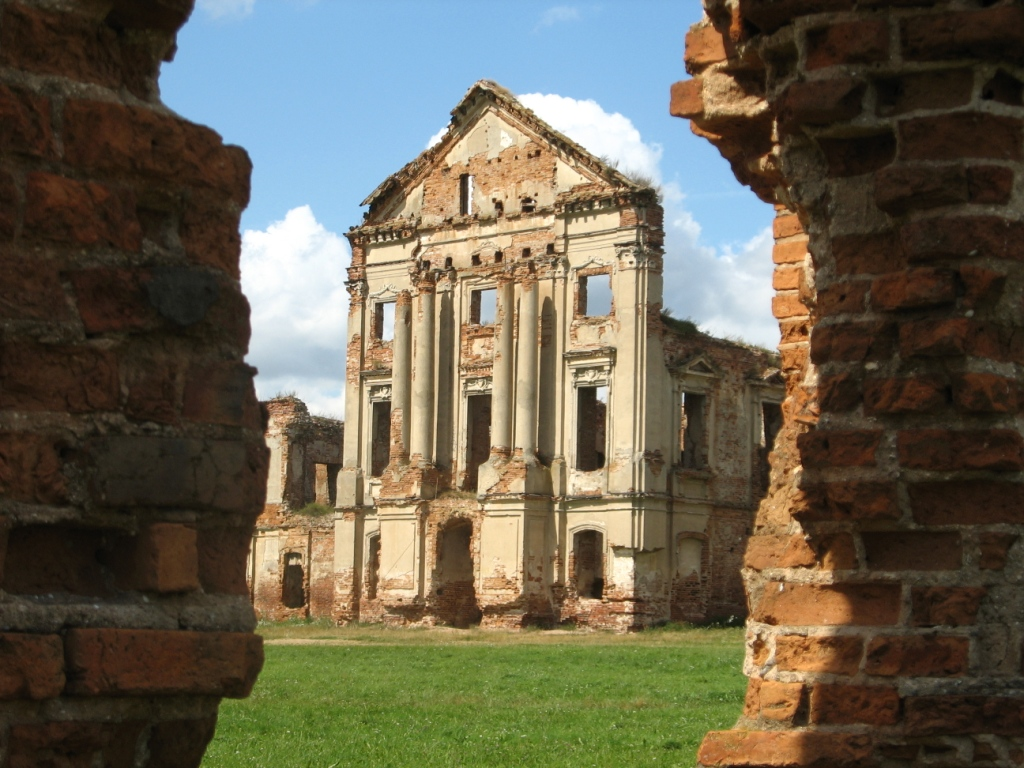
Ruinas del palacio Ruzhany, en Bielorrusia.

El principal palacio de la casa de Sapieha fue el Palacio de Ruzhany, el cual terminó gravemente dañado y en un estado de ruina total después de la Primera y Segunda guerras mundiales. Otros palacios de la familia Sapieha fueron construidos en Minsk, Vilna y Varsovia, y además de ello adquirieron el Castillo de Krasiczyn, el cual convertirían en su solar familiar hasta el final de la II guerra mundial y el ascenso de la República Popular de Polonia cuando las autoridades comunistas ordenan su expropiación.
Así mismo, gran parte de los feudos hereditarios del clan Sapieha, propiedades, palacios, obras de arte y demás fondos se dispersaron después de la guerra.

## La Casa de Sapieha en elsigloXIXyXX

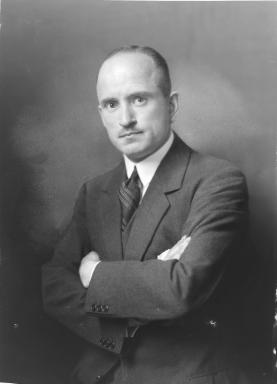
Príncipe Pawel Jan Piotr Sapieha, fundador de la Cruz Roja Polaca

Durante los dos siglos XIX y XX la influencia de la casa de Sapieha disminuyó fuertemente, tomando en cuenta que fueron beneficiarios de las particiones de Polonia, y así mismo su título principesco fue reconocido por la mayoría de monarquías europeas. En la mayor parte de los casos, dedicaron sus esfuerzos a la filantropía, el comercio o la administración de sus propiedades familiares, especialmente Krasiczyn. Así mismo, como parte de la aristocracia del Reino de Galitzia y Lodomeria tuvieron un asiento correspondiente en la dieta regional e imperial austriaca.
Por otra parte, con el ascenso de la Segunda República Polaca, la familia Sapieha empezó a recuperar parte de la influencia política perdida, especialmente por parte de los hijos del príncipe Adam Stanislaw Sapieha-Kodenski: Pawel Jan sería fundador del comité de la cruz roja, mientras que Adam Stefan, el menor, ascendía en la jerarquía eclesiástica primero como canónigo y más tarde como obispo de Cracovia. Por otra parte, el príncipe Eustachy Kajetan, primo de los dos últimos sería ministro de relaciones exteriores durante el primer gobierno de Pilsudski.
Sin embargo, todo esto se acabaría a partir de la Segunda Guerra Mundial.
Durante este periodo de tiempo, muchos miembros del clan Sapieha se dispersan por Europa y Estados Unidos, especialmente en el Reino Unido.Solo el príncipe-arzobispo Adam Stefan sería el único, y hasta el momento último miembro de la familia residente en Polonia hasta su muerte, en 1951. Por otra parte, miembros prominentes de la familia se unen a la resistencia, perdiendo la vida en el proceso. Dos hijos de Wladislaw, Andrzej y Jozef perecen durante la contienda, como miembros del Armia Krajowa.
A partir de ese momento, saliendo ya de Polonia emparentan con gran parte de las casas nobiliarias y reales de Europa, y otras casas polacas exiliadas como los Radziwill, Poniatowski, Czatoryski, entre otras.

## Miembros prominentes

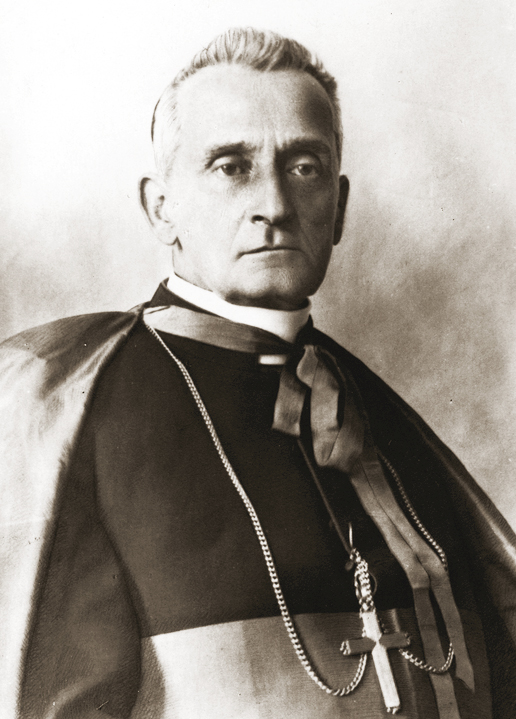
Príncipe-arzobispo Adam Stefan Sapieha, arzobispo de Cracovia y Cardenal de la iglesia católica

- Lew Sapieha: magnate lituano, gran hetman y canciller de Lituania, logró posicionar a la familia Sapieha a un rol relevante en la nobleza polaca. Muere sin descendencia.
- Jan Kazimierz Sapieha: Voivoda de Vilna
- Adam Stefan Sapieha: cardenal de la iglesia católica, príncipe-arzobispo de Cracovia.
- Anna Zofia Sapieha-Czatoryzka: mecenas, activista social filántropa, princesa Czartoryzka por su matrimonio con el príncipe Adán Jorge Czartoryzki.
- Władysław Leon Sapieha: terrateniente y noble. Su tataranieta es la reina Matilde de Bélgica
- Eustachy Kajetan Sapieha: Canciller de la segunda república polaca
- Pawel Jan Piotr Sapieha: fundador de la cruz roja polaca.